# Pristimantis zoilae
Pristimantis zoilae es una especie de anfibio anuro de la familia Craugastoridae.

## Distribución geográfica
Esta especie es endémica del departamento de Putumayo en Colombia. Se encuentra en los municipios de Santiago y San Francisco entre los 2060 y 2550 m sobre el nivel del mar en el extremo sur de la Cordillera Oriental.

## Etimología
Esta especie lleva el nombre en honor a Zoila Rosa Cisneros, la madre de Jonh Jairo Mueses-Cisneros.

## Publicación original
- Mueses-Cisneros, 2007: Two new species of the genus Eleutherodactylus (Anura: Brachycephalidae) from Valle de Sibundoy, Putumayo, Colombia. Zootaxa, n.º 1498, p. 35-43.[6]